# Egyed Béla
Egyed Béla (Dés, 1911. június 10. – Budapest, 1990. július 14.) orvos, sebész; az orvostudományok kandidátusa (1968). A Budapesti Orvostudományi Egyetem címzetes egyetemi tanára.

## Életpályája
A középiskolát szülővárosában és Besztercebányán végezte el; 1929-ben érettségizett. 1937-ben diplomázott a kolozsvári egyetem orvosi karán. 1937–1939 között a kolozsvári sebészeti klinikán alkalmazták gyakornoknak. 1939–1941 között a marosvásárhelyi Közkórházban volt gyakornok és klinikai tanársegéd. 1941-ben sebész szakorvosi vizsgát tett. 1941–1944 között osztályvezető főorvos-helyettese, egyúttal az Országos Társadalombiztosító Intézet és a helyi MÁV sebész főorvosa volt. 1944–1945 között – a második világháborúban – tábori kórházakban sebészeti osztályvezető főorvos volt. 1945-ben nem tett eleget az áttelepülési parancsnak Németországba. Szombathelyen jelentkezett a szovjet csapatoknál. 1945-től Budapesten élt. 1945–1946 között a budapesti Koltói Anna Kórház Baleseti Sebészeti Kórház segédorvos, 1946–1951 között alorvosa, 1951–1952 között a Baleseti Sebészeti Osztály osztályvezető adjunktusa volt. 1948-ban Párizsban ösztöndíjas volt. 1949-től az egyetemi oktatómunkában is részt vett. 1952–1960 között a Fővárosi Tanács Baleseti Utókezelő Intézet főorvosa volt. 1958-ban a műtét utáni hasi összenövésekkel foglalkozó tanulmányával kandidátusi fokozatot szerzett. 1960–1976 között a Központi Baleseti Rehabilitációs Osztály osztályvezető főorvosa volt. 1962–1965 között az MTA–TMB önálló aspiránsa volt. 1963-ban elvégezte a Marxizmus-Leninizmus Esti Egyetem filozófia szakát. 1964-ben sebészeti szaktanácsadó volt Vietnamban.
Tagja volt az Országos Sebészeti Intézet kollégiumának; főtitkára volt a magyar Sebészeti Tanácsnak. Könyvei angol, francia és német nyelven jelentek meg.

## Családja
Szülei Egyed Béla (?-1927) vasúti ellenőr és Kovrig Margit (?-1946) voltak. Négyen voltak testvérek. Féltestvére, Egyed Zoltán (1894–1947) író, újságíró, színikritikus volt. Második felesége 1948-tól Csányi Éva orvos, traumatológus főorvos volt. Első házasságából született leánya: Egyed Ágnes védőnő és fia: Egyed Béla mérnök; második házasságából született fia: Egyed Zoltán.

## Művei
- A rák morbiditása és mortalitása Erdélyben (Egyetemi doktori értekezés; román nyelven (Kolozsvár, 1937)
- A korszerű égéskezelés (Budapest, 1952)
- A korszerű traumatológia elveinek hadisebészeti vonatkozásai (Katonaorvosi Szemle, 1954)
- Az ujjpercek aktív mozgásának biztosítása eszköz segítségével (Kós Rudolffal; Orvosi Hetilap, 1955. 30.)
- A sajkacsonttörések (Budapest, 1957)
- A baleseti sérültek munkarehabilitációjának újabb szempontjai (Budapest, 1962)
- A traumatológiai rehabilitáció elvi és szervezési kérdései Magyarországon (Peer Gyulával, Budapest, 1963)
- Traumatológia 2-3. rész (Budapest, 1963)
- A kéz első sugarának ficama (Sármai Ernővel; Magyar Traumatológia, 1964)
- Véglegesen funkciót vesztett sérültek rehabilitálhatósága (Munkavédelem, 1965)
- Mozgásszervi sérültek rehabilitációja (kandidátusi értekezés; Budapest, 1966; 1983)
- A fantomkezelés elmélete és gyakorlata végtagcsonkoltak rehabilitációjában (Hunfalvy Katalinnal; Magyar Traumatológia, 1966)
- Posttraumás Sudeck-dystrophia kezelése Nerobolil injekcióval (Kazár Györggyel; Orvosi Hetilap, 1967. 2.)
- A műtéttel kezelt térdkalácstörések gyógyulásáról, különös tekintettel a sérültek rehabilitációjára (Orvosi Hetilap, 1974. 32.)
- A traumatológiai rehabilitáció helyzete és feladatai (Hőnig Vilmossal, Kazár Györggyel; Népegészségügy, 1974)
- Combnyaktöröttek szakgondozása (Kazár Györggyel, Manninger Jenővel; Orvosi Hetilap, 1977. 34.)
- Az alkar alsó végének – in loco typico – törései, különös tekintettel a késői állapotra (Orvosi Hetilap, 1981. 41.)

## Díjai
- Semmelweis Ignác-díj (1976)